# Cayos de la Enfermería
Cayos de la Enfermería är öar i Kuba.   De ligger i provinsen Provincia de Villa Clara, i den centrala delen av landet, 250 km öster om huvudstaden Havanna.